# AllMovie
AllMovie (anciennement Allmovie, initialement All Movie Guide) est une base de données en ligne concernant les acteurs, le cinéma ainsi que les émissions de télévision. 

## Histoire
Le site est fondé par l'archiviste Michael Erlewine (en), qui a également fondé les sites de AllMusic et de AllGame. La base de données est à la portée de milliers de distributeurs, points de vente et kiosques. Elle possède un bon nombre d'informations sur les productions, réalisations, crédits, biographies, et divers liens. AllMovie est un produit de All Media Guide, incluant aussi AllMusic et AllGame.
Fin 2007, Macrovision (désormais Rovi Corporation) acquiert AMG pour supposément $72 millions.  